# Parectopa bumeliella
Parectopa bumeliella är en fjärilsart som beskrevs av Braun 1939. Parectopa bumeliella ingår i släktet Parectopa och familjen styltmalar. Inga underarter finns listade i Catalogue of Life.